# AGM-137 TSSAM
O Northrop AGM-137 TSSAM (Tri-Service Standoff Attack Missile) foi um míssil de cruzeiro standoff desenvolvido para o exército norte-americano. 

## Visão geral
A Força Aérea dos Estados Unidos começou a desenvolver o Tri-Service Standoff Attack Missile (TSSAM) em 1986; a intenção era produzir uma família de mísseis furtivos para a Força Aérea, a Marinha e o Exército dos Estados Unidos, com capacidade de longo alcance, orientação autônoma, reconhecimento automático de alvos, precisão e poder de ogiva suficientes para serem capazes de destruir estruturas bem protegidas em terra ou no mar.   
Planejava-se transportar o míssil nos B-52H, F-16C/D, B-1, B-2, A-6E e F/A-18C/D; a versão do Exército deveria ser lançada a partir do veículo MLRS (Multiple Launch Rocket System). 
O projeto sofria de problemas orçamentários, alguns relacionados à distribuição do orçamento entre os três serviços. Isso resultou em déficits e atrasos no financiamento. Os mísseis também sofreram problemas de desenvolvimento técnico, elevando o custo unitário do original em 1986 de US $ 728.000 por míssil para US$ 2.062.000 em 1994. O projeto foi cancelado como resultado. A tecnologia desenvolvida para o TSSAM foi usada no programa JASSM. 